# National Ignition Facility

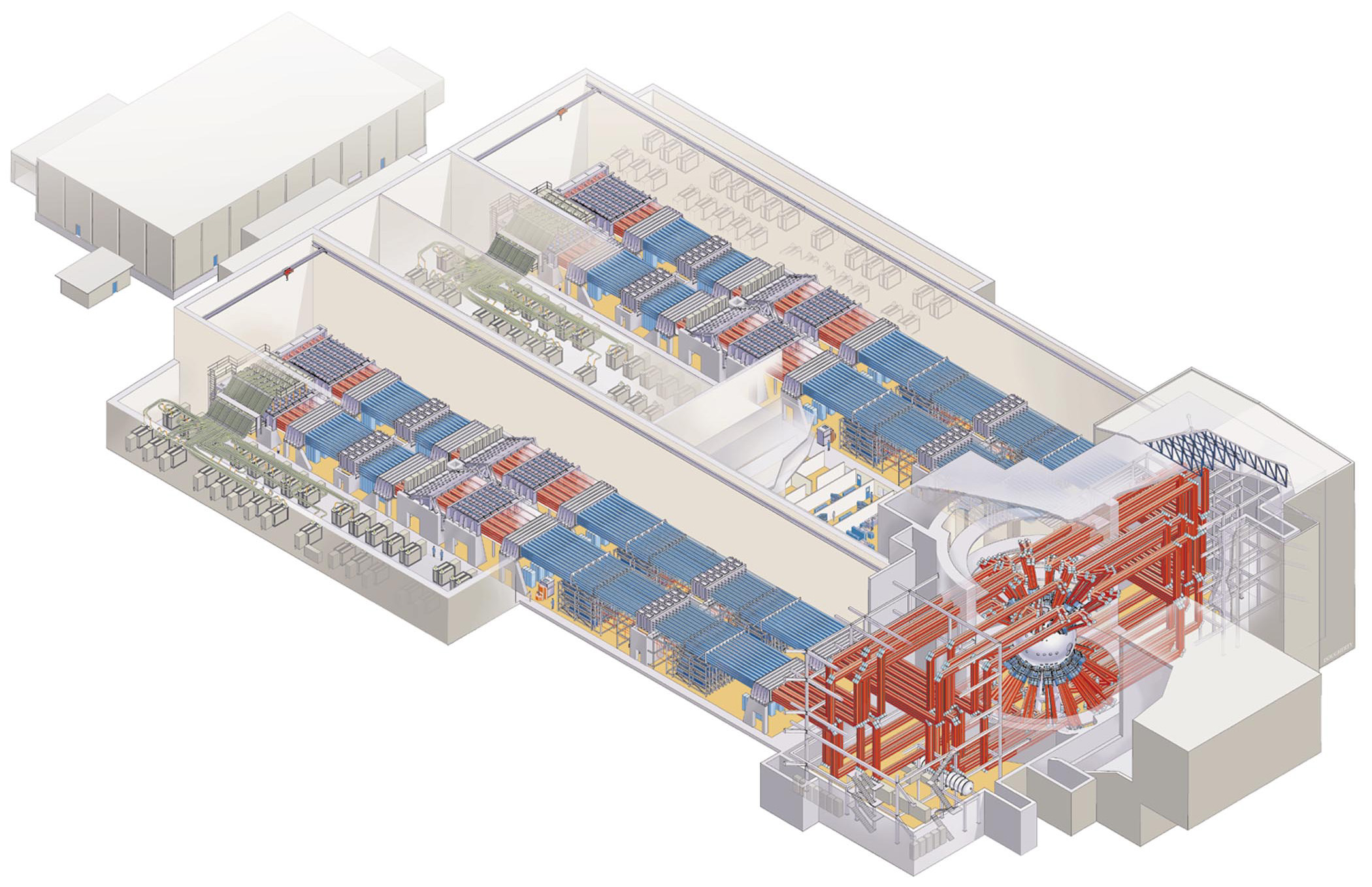
NIF (Überblick): Der Seed-Laserimpuls (1053 nm) wird in die Vorverstärker (links hinten) aufgeteilt, die er mehrfach durchläuft. Nach Aufteilung, Blenden und weiterer Verstärkung gelangen die Strahlen zur Target-Kammer rechts unten und werden kurz vor der Fokussierung auf das Target frequenzvervierfacht.

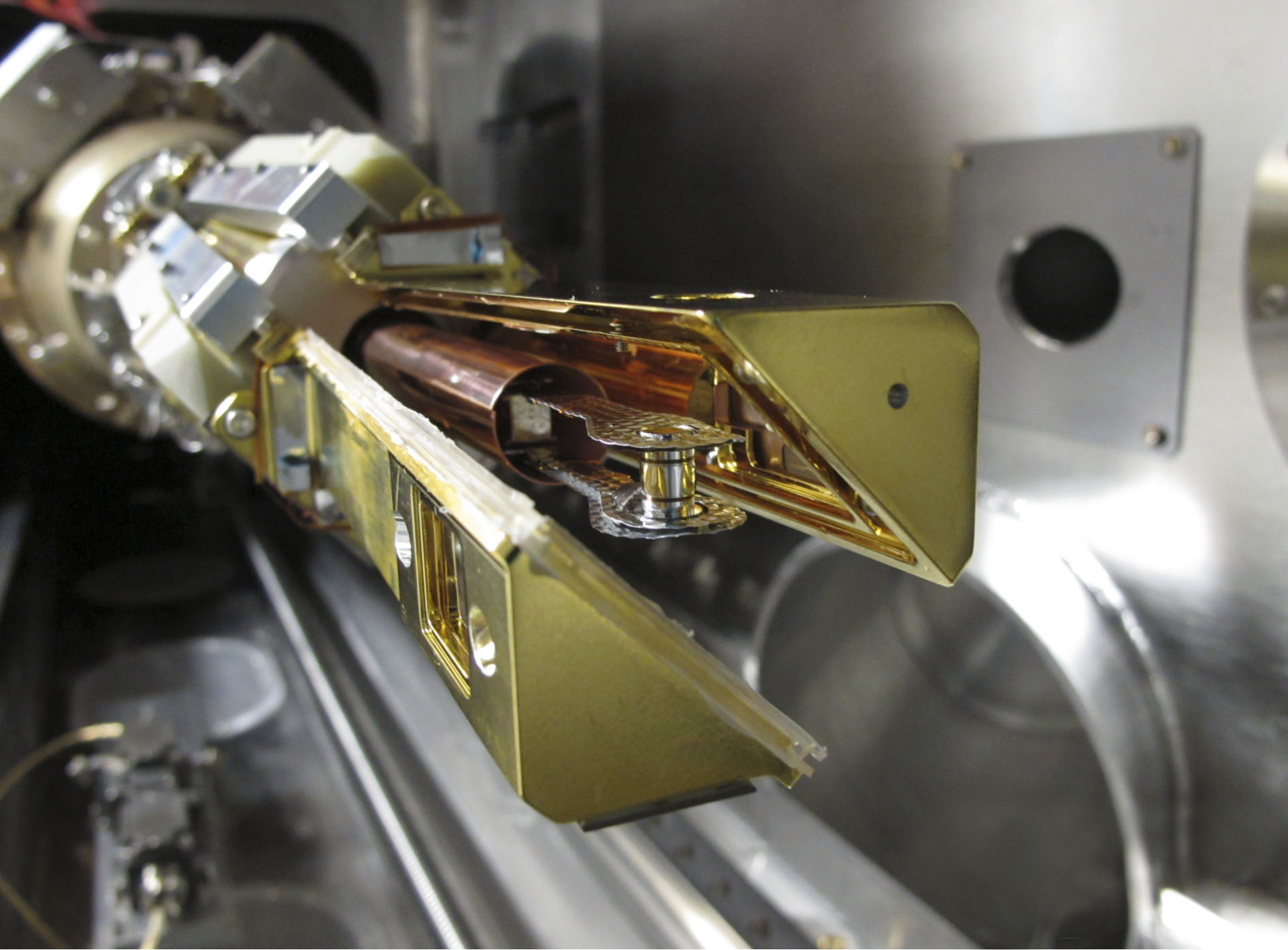
Das Target im Targethalter am Transportarm. Die beiden dreikantigen Schalen schließen das Target beim Transport gasdicht ein und halten es kalt. Sie werden erst kurz vor dem Laserschuss geöffnet.

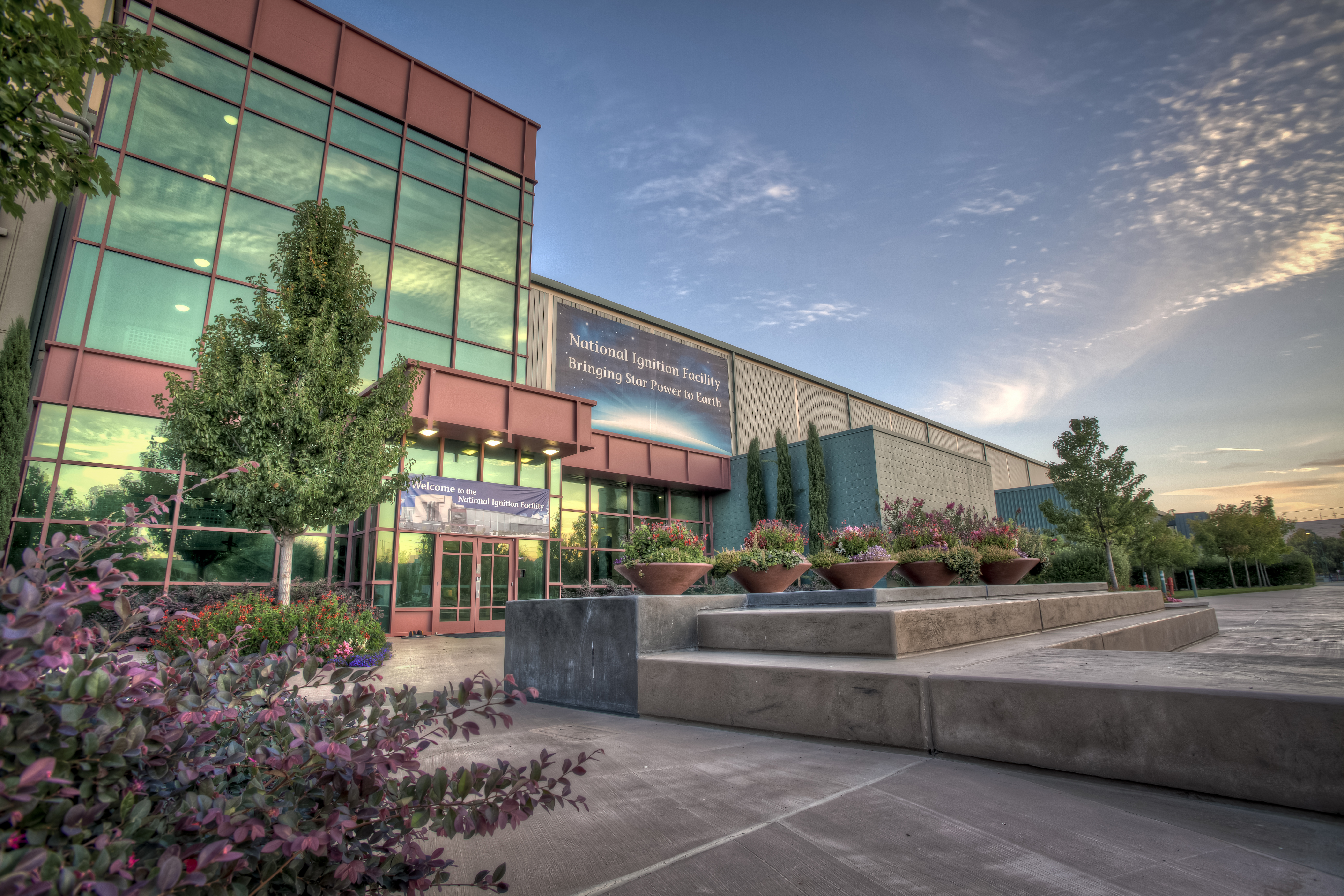
Eingangsbereich der NIF-Halle

Die National Ignition Facility (NIF) ist eine Einrichtung des Lawrence Livermore National Laboratory (LLNL) in Livermore, Kalifornien, Vereinigte Staaten und wird von der National Nuclear Security Administration (NNSA) betreut. In dieser Anlage, die 2009 fertiggestellt wurde, finden Experimente zur Trägheitsfusion statt. Zweck ist die Simulation von Kernwaffenexplosionen, um die Funktionssicherheit der US-amerikanischen Kernwaffen ohne ober- oder unterirdische Kernwaffentests zu gewährleisten. Anfänglich wurde verlautbart, Ziel sei auch die Trägheitsfusion als zivile Energiequelle.
Das erste direkt auf Zündung der Kernfusion gerichtete Experiment in der NIF erfolgte im September 2010. Der vom US-Kongress auferlegte Termin, Zündung (Ignition) der thermonuklearen Kernfusion bis Ende September 2012 zu erreichen, konnte nicht eingehalten werden; das Target konnte nur auf die halbe berechnete Dichte komprimiert werden. Das Ziel eines Fusionsreaktors wird 2012 nicht mehr erwähnt.
Leitender Wissenschaftler ist John Lindl.

## Aufbau und Funktion
In der NIF befindet sich der stärkste Laser der Welt. Die Laseranlagen nehmen den Großteil des Gebäudes ein, das 6000 m² bedeckt und 10 Stockwerke groß ist. Ein Laserpuls von 15 Nanosekunden Dauer, verteilt auf 192 Strahllinien, bringt eine Energie von einigen Megajoule in die evakuierte Targetkammer. Der Fusionsbrennstoff, ein Gemisch aus den Wasserstoffisotopen Deuterium und Tritium, befindet sich als dünne, gefrorene Schicht (18 Kelvin) an der Innenseite einer 2 mm kleinen, kugeligen Kunststoffkapsel mittig in einem kleinen vergoldeten Metallzylinder. Die beiden Öffnungen an den Enden des Zylinders sind zum Wärmeschutz mit jeweils zwei Lagen dünner Folie abgedeckt. Die äußere Folie erwärmt sich durch die Umgebungsstrahlung auf 25 K, genug, um im Vakuum der Kammer einen womöglich vorhandenen Rest kondensierter Luft verdampfen zu lassen. Die Folien sind aber durchlässig für die Laserstrahlen, die an der Kapsel vorbei (indirect drive) auf die innere Oberfläche des Zylinders zielen. Gold ist bei der Laserwellenlänge von 351 nm schwarz, absorbiert die Strahlung also vollständig. Die Laserenergie thermalisiert innerhalb der Pulsdauer und füllt den Zylinder mit Röntgenstrahlung (Hohlraumstrahlung). Die Oberfläche der Kapsel verwandelt sich in ein schnell expandierendes Plasma. Der Rückstoß der Expansion beschleunigt die Kugelschale auf eine Geschwindigkeit von einigen 100 km/s. Wenn es gelingt, dass sie genügend symmetrisch das Zentrum erreicht, wird dort bei Temperaturen von 50 bis 100 Millionen Kelvin und einer Dichte, die jene von Blei hundertfach übertrifft, die Zündschwelle erreicht, bei der die Fusionsreaktion selbsttätig weiter„brennt“. Dann würde die Fusionszone innerhalb von wenigen 10 Pikosekunden von innen nach außen wandern; dabei soll etwa die Hälfte des Materials fusionieren und viel mehr Energie freisetzen, als zur Zündung nötig war.

## Stand der Experimente
Nach der Inbetriebnahme der Systeme ab Januar 2010 wurde zum ersten Mal Ende September 2010 eine Dichte und Temperatur erreicht, bei denen das Deuterium-Tritium-Gemisch überhaupt reagiert.
Ende 2013 gelang es, mehr Kernfusionsenergie als die rund 10 kJ freizusetzen, die zuvor durch Kompression in die Reaktionszone eingebracht wurden.
Die Versuchskapazität der Anlage ist begrenzt, da jeder einzelne „Schuss“ aufwendig vorbereitet werden muss. Im Jahre 2011 wurden etwa 310 Schüsse durchgeführt, von denen rund die Hälfte der Erforschung der Kernfusion dienten. Die Targetkammer besteht aus 10 cm dickem Aluminium. Bei einem Schuss mit nennenswerter Freisetzung schneller Neutronen wird sie radioaktiv; insbesondere entsteht Natrium-24, ein Beta- und Gammastrahler mit 15 Stunden Halbwertszeit. Dann sind mehrere Tage Abklingzeit nötig, bevor Personal die Kammer zur Vorbereitung des nächsten Schusses betreten kann.
Im Juni 2016 wurde in einem Bericht der zum Department of Energy gehörenden National Nuclear Security Administration mit wissenschaftlichen Argumenten bezweifelt, ob mit NIF die Zündung eines Fusionsplasmas jemals erreicht werden kann.
2017 gelang es, mittels der Anlage Wirkungsquerschnitte, die zum Verständnis des Wasserstoffbrennens in Sternen wichtig sind, unter sternähnlichen Bedingungen zu messen.
2021 berichtet das LLNL über die Erzeugung von 1,35 MJ Fusionsenergie nach dem Einsatz von 1,9 MJ Laserenergie.
Im Dezember 2022 wurde berichtet, Kernfusionen des Instituts hätte ca. 150 % der Energie ergeben, der dieser direkt über Laser zugeführt wurde (3,15 MJ Output / 2,05 MJ Input). Wird jedoch die indirekte Energieverwendung durch die genutzten Laser berücksichtigt, handelt es sich um rund ein Prozent (3,15 MJ Output / 322 MJ Input). Das Vorgehen im Experiment eignet sich dementsprechend nicht zur Stromerzeugung. Im Mai 2025 wurde ein neuer Rekord mit einer erzeugten Fusionsenergie von 8,6 MJ öffentlich.

## Ziele der Versuche
Neben den Experimenten im Rahmen des Stockpile Stewardship Program zur Simulation von Kernwaffenexplosionen als Ersatz für die früher durchgeführten Waffentests sollte die Einrichtung auch der Erforschung der Trägheitsfusion zur friedlichen Energiegewinnung dienen. Dies wird inzwischen (2017) nicht mehr erwähnt. Jedoch wird über erzielte Messergebnisse zu Grundlagen der stellaren Astrophysik berichtet.

## Daten des NIF-Lasers
- Anzahl Strahlengänge (beam lines): 192
- Apertur des Lasermediums: 40 × 40 cm
- Pumpquelle: Blitzlampen
- Lasermedium: Nd:Glas (Phosphat)
- Fundamentalwellenlänge: 1053 nm
- Frequenz verdreifacht: Wellenlänge 351 nm
- Effizienz (Pumplicht-UV): 0,7 %
- Pulsenergie pro Strahl: 18,75 kJ
- Fokus (Strahldurchmesser am Target): 5-faches der Beugungsbegrenzung
- Schusswiederholrate: 4 bis 6 Pulse pro Tag
- Raumfläche des Gebäudes: 230.000 sq ft, entspricht etwa 21.368 m²
- geplante Kosten und Bauzeit (Stand 1994): 1,2 Milliarden US-$, Fertigstellung 2002[7]
- tatsächliche Kosten: 3,4 Milliarden US-$
- Fertigstellung: Mai 2009
- Erster „full system“ Schuss mit >1 MJ: Oktober 2010